# ابوعبدالله قضاعی
ابوعبدالله محمد بن سلامه بن جعفر بن علی القضاعی (وفات ۱۰۶۲ میلادی) قاضی، واعظ و تاریخ‌دان دربار فاطمیان مصر بود. وی از مردم ایرانی بود. اثر معروف وی کتاب الشهاب می‌باشد.